# Guru Ram Das
Cette page contient des caractères d'alphasyllabaires indiens. En cas de problème, consultez Aide:Unicode.
Pour les articles homonymes, voir Das et RAM.
Guru Ram Das (pendjabi : ਗੁਰੂ ਰਾਮ ਦਾਸ (Gurū Ram Das)) est né à Lahore (actuel Pakistan) le 9 octobre 1534 et mort à Amritsar le 1er septembre 1581.

## Biographie
Guru Ram Das qui se prénomme de naissance: Jetha, est orphelin et vendeur sur les marchés. Il rencontre l'enseignement spirituel des Sikhs et devient disciple de Guru Amar Das dont il épouse la fille, Bhani (autrement appelée « Bibi » Bhani en signe de respect). L'histoire dit que c'est elle qui l'a choisi.
Jetha succède à son maître et beau-père en 1574, devenant ainsi le quatrième des dix Gurus du sikhisme, sous le nom de Ram Das, « serviteur (das) de Dieu (ram) ».
Guru Ram Das contribue à l'organisation d'une communauté sikh grandissante et de plus en plus représentée dans la moitié nord du sous-continent indien.
Figure du mariage, par son union avec Bibi Bhani, il est l'auteur du Lavan, les quatre hymnes du mariage, chantées tandis que les époux, liés par une écharpe de soie, font quatre tours de l'autel, dépassant à chaque tour une peur, une difficulté, et nouant un lien, « s'enroulant », avec l'Infini. 
Non loin de Lahore, Guru Ram Das fait réaliser des travaux hydrauliques et creuser un bassin (un sarovar) autour duquel il crée une ville où il installe sa cour: c'est Ramdaspur, qui devient plus tard la célèbre Amritsar.
Un autre évènement marque son enseignement et le lien spirituel entre les Sikhs et le Yoga. En effet, Guru Ram Das rendit visite au fils de Guru Nanak, Baba Sri Chand, vénérable maître d'une communauté de Yogis, les Udasis (ou « détachés »). A Baba Sri Chand qui s'étonnait de la longue barbe du Guru, celui répondit qu'elle ne servait qu'à essuyer la poussière sur les pieds des vénérables saints comme celui à qui il avait l'honneur de s'adresser. Profondément marqué par l'humilité du Guru, Baba Sri Chand reconnut en Guru Ram Das les ultimes qualités d'un maître yogi, déclarant que le Guru était lui-même assis sur le trône du Raj Yoga (de là vient le lien fort qui existe entre Kundalini Yoga et dharma Sikh, dans l'enseignement de Yogi Bhajan).
Peu avant son décès, à Amritsar, Guru Ram Das nomme son plus jeune fils, Arjun, comme ambassadeur à Lahore. Mois après mois, ce dernier confie par lettre tout l'amour et toute la dévotion qu'il voue à son maître (et père), malgré l'hostilité de son frère aîné qui rêve de succéder à son père à la tête de la communauté sikhe. Mais par ces lettres (que les Sikhs connaissent sous le nom de leurs premiers mots, Mera Man Lochai ou « mon cœur se languit », joyau du kirtan, le répertoire musical et poétique sikh), Guru Ram Das reconnaît en Guru Arjan un disciple dévoué et capable de guider la communauté. Il le déclare donc cinquième guru des sikhs en 1581, et décède peu après.